# 東栄村
東栄村（とうえいむら）は山形県東田川郡にあった村。現在の鶴岡市の北東端、概ね羽黒山の北北西一帯にあたる。

## 歴史
- 1889年（明治22年）4月1日 - 町村制の施行により、無音村、楪村、関根村、添川村、鷺畑村、川尻村、平足村、下中野目村のうち旧工藤村、上中野目村、蛸井興屋村および東堀越村の区域をもって発足[1]。
- 1914年（大正3年）11月1日 - 藤島村、泉村との境界変更[2]。
- 1940年（昭和15年）3月1日 - 大字東堀越字山之上と泉村大字玉川字岩清水の境界を変更[3]。
- 1949年（昭和24年）9月1日 - 大字下中野目・上中野目と藤島町大字下中野目字佐渡端との境界を変更[4]。
- 1954年（昭和29年）12月1日 - 藤島町、長沼村、八栄島村と合併して藤島町が発足、同日東栄村廃止[5]。

## 地名
字の出典は『山形県地名録』251-252頁による。

### 大字東堀越
地名の由来には、田村郡堀越村の分村である説や、越後国堀越村の人々が移住した説がある。
小字：東堀越・角崎・合羽・郷ノ浜・五福・沢田・五輪沢田・山海・下沖・千苅・土井ノ内・中田・人足田・松葉・水上・己ノ虫・谷地田・柳葉・山ノ上・横枕

### 大字無音
昔、声を出しながらこの地の沼を渡ると、竜神が舟を覆すと言われていたため、無音で渡っていたことから、この地名がついた。
小字：無音（）・七段・中村・下中村・沼田・東切添・西切添・向田

### 大字蛸井興屋
江戸時代には「西堀越」と呼ばれていたこともあった。
小字：蛸井興屋（たこいこうや）・壱本木・扇田・大槻・上大槻・大槻東・大坪・川向・操廻・玄見・腰前・蛸ノ内・西田・野添・水尻・宮田・向田

### 大字川尻
小字：川尻・石欠・上ノ前・蔵ノ下・堰中嶋・寺下・町上

### 大字上中野目
小字：上中野目・大谷地・上長堰端・下長堰端・道祖神・堂谷地・樋口・旗鉾・藤ノ木・前田

### 大字鷺畑
小字：鷺畑・腰巻・佐渡端・上佐渡端・高堤・竹ノ花・頭森（）・樋掛・中嶋・道合・柳田・山野腰

### 大字関根
鶴岡市合併の際、「藤島関根」に改称された。
小字：関根・新田・下女分（）・下谷地・甚助田・諏訪田・堰合・土用野・西田

### 大字添川
小字：添川・池苗代・入子田・馬洗田・頭無シ・北山・川代・麹ケ沢・五斗畑・米山・沢田・下道・下川原・新地・新田・杉山・楯ノ沢・中山・仁ケ竹原・西山・大西山・箱田・八幡西・火渡・宮田・湯ノ沢・渡戸沢

### 大字平足
小字：平足（）・大開（）・堂ノ前・見取・南田・谷地田・横立

### 大字楪
小字：楪・大縄場・河波・狐塚・砂田・高田・猫田・早稲田

### 大字下中野目
『山形県地名録』には掲載されていないが、1949年時点では存在していた。

## 人口
1950年国勢調査による。
- 世帯数：556戸
- 人口：3,687人
- 人口密度：147人/km2
- 男女比：女性100人に対し男性99.8人

## 村長
- 樋越正義 - 1890年（明治23年）時点[10]
- 横山藤右衛門[11]

## 産業
主要産業は農業である。農業戸数は1953年時点で472戸、うち専業農家は303戸であった。米の年間収穫高は1939年で881,364円であった。

## 教育
1953年時点

### 小学校
- 学校数：2校
- 学級数：15組
- 児童数：524人

### 中学校
- 学校数：1校
- 学級数：6組
- 生徒数：271人